# Азид кальция
Азид кальция — неорганическое соединение,
соль кальция и азотистоводородной кислоты с формулой Ca(N3)2,
бесцветные кристаллы,
растворяется в воде,
образует кристаллогидраты.

## Получение
- Реакция свежеперегнанной азотистоводородной кислоты и гидроокиси кальция:

{\displaystyle {\mathsf {Ca(OH)_{2}+2HN_{3}\ {\xrightarrow {}}\ Ca(N_{3})_{2}+2H_{2}O}}}

## Физические свойства
Азид кальция образует бесцветные (белые), расплывающиеся на воздухе, кристаллы .
При замораживании водных растворов 
образует кристаллогидраты состава Ca(N3)2•n H2O, где n = 0,5, 1,5 и 4.
Азид кальция чувствителен к удару, при растирании небольшого количества в ступке воспламеняется. Скорость детонации 770 м/с.
Растворяется в воде,
не растворяется в этаноле, ацетоне, эфире.

## Токсичность
Азид кальция, как и все азиды, является очень ядовитым.